# 俾格米岩
俾格米岩（英語：Pigmy Rock），是南極洲的岩石，位於葛拉漢地的法利埃海岸，處於大地群島南端的阿拉莫德島西南部，在1936年由英國探險隊測量，現時由南極條約體系管理。